# Boudewijn Ietswaart
Bernhard Jan Boudewijn Ietswaart (Ámsterdam, 12 de diciembre de 1936-Ibidem, 23 de diciembre de 2010) fue un diseñador gráfico, ilustrador y tipógrafo neerlandés. Trabajó casi 20 años fuera de su país natal, sobre todo en México, España y Venezuela. Sus portadas de libros dibujadas a mano se consideran entre las mejores del género. La Universidad de Ámsterdam mantiene una colección de su trabajo.

## Biografía

### Juventud, formación y primeros trabajos
De niño, durante la Segunda Guerra Mundial, Ietswaart vivió en la casa de su abuelastra, la viuda del editor Berend Modderman. La casa contenía una gran colección de libros que le causó mucha impresión. En 1956, Ietswaart fue aceptado en la Gerrit Rietveld Academie. Resultó ser un estudiante excepcionalmente dotado. Su profesor Theo Kurpershoek le puso en contacto con la editorial W. ten Have, para la que diseñó varias portadas de libros mientras aún era estudiante. Después de graduarse, trabajó como diseñador gráfico independiente para la editorial Em. Querido en 1959 y 1960 realizando varias portadas de libros.

#### Premio a los libros mejor editados
De los libros con portadas de Ietswaart, cinco fueron incluidos en las listas anuales de 50 libros mejor editados en los Países Bajos. Los cinco títulos son:

###### 1959
- Hans Jürgen Baden, De grenzen van de vermoeidheid, W. Ten Have

###### 1960
- Inez van Dullemen, De schaduw van de regen, Em.Querido
- Theun de Vries, Het motet voor de Kardinaal,  Em.Querido
- Jan Engelman, Verzamelde gedichten,  Em.Querido

###### 1963
- Gerrit Achterberg, Verzamelde gedichten,  Em.Querido

### México
El editor y tipógrafo neerlandés Alexander Stols fue asesor de la Unesco en artes gráficas en América Latina en la década de 1950. En esa capacidad, Stols era profesor en la Universidad Nacional Autónoma de México (UNAM) y fue asesor del Fondo de Cultura Económica. En 1958, el gobierno de los Países Bajos y las Naciones Unidas firmaron un acuerdo que marcó el comienzo del Programa de Expertos Asociados de la ONU. Stols logró crear un puesto de experto asociado que se lo ofreció a Ietswaart, de quien estaba muy impresionado.
A fines de 1960, Ietswaart viajó a México. Como funcionario de la UNESCO, apoyó a Stols en la UNAM y en el Fondo de Cultura Económica. En 18 meses, Ietswaart diseñó alrededor de 200 portadas de libros para el Fondo de Cultura Económica y la revista UNAM. Su obra tuvo un impacto entre los tipógrafos en México.

### Barcelona y Sudamérica
Entre 1964 y 1970, Ietswaart residió en Barcelona, donde trabajó para las editoriales Luis Miracle, Editorial Juventud y Bertelsmann. En 1972 le ofrecieron un trabajo en Lima donde permaneció varios meses. Luego de una gira en 1973 por Venezuela, Colombia y Brasil, se instaló en Caracas donde trabajó para la agencia de publicidad ARS DDB, entre otras. En el verano de 1968 participó en un descenso fluvial del Ebro en balsa.

### Ámsterdam
A principios de 1975 regresó a Ámsterdam. Fue nombrado jefe del departamento gráfico de l Nederlandse Omroep Stichting. Renunció dos años después, insatisfecho con la eterna discusión con los clientes del diseño gráfico, decidió centrarse en la ilustración de libros científicos y didácticos.
En la década de 2000, Ietswaart se sorprendió por el redescubrimiento de su trabajo en México, y en 2008-2009 contribuyó a la exposición organizada por el Círculo de Tipógrafos en México en colaboración con el diseñador Jan Middendorp. A finales de 2010, tras una breve enfermedad, Ietswaart murió en Ámsterdam a la edad de 74 años.

## Tributo
- El trabajo de Ietswaart fue el tema de la exposición conmemorativa de 2009 «El holandés errante» como parte de la 53.ª conferencia mundial de la Asociación Internacional de Tipografía.[15][16]
- Miembros del Círculo de Tipógrafos de México desarrollaron una serie de siete fuentes tipográficas, llamadas Balduina, en 2009. El diseño de los alfabetos tienen como base la anatomía de las letras dibujadas a mano por Boudewijn. Las fuentes tipográficas son distribuidas por FontShop desde 2010.[17]

## Obra

### Cubiertas de libros (selección)

#### Países Bajos

##### W. ten Have, Ámsterdam: serie Carrillon
- Voorsorteren, M.L.W. Schoch, 1957
- Het was een vreemde nacht. Het brandoffer (2e druk), Albrecht Goes, 1959
- Luther, zijn weg en werk, W.J. Kooiman, 1959
- De grenzen van de vermoeidheid, H.J. Baden, 1959
- Hirosjima, John Hersey 1959
- Ons geloof, Emil Brunner, 1960
- Ver van de zwijgende planeet, C.S. Lewis, 1960
- De brug, K. Norel, 1960
- Brieven uit de hel en Schroefstik heft het glas, C.S. Lewis, 1962

##### Querido, Ámsterdam
- De schaduw van de regen, Inez van Dullemen, 1960
- Het motet voor de kardinaal, Theun de Vries, 1960
- Verzamelde gedichten, Jan Engelman, 1960
- Cider voor arme mensen, Hella Haasse, 1960
- Doen alsof, Adriaan van der Veen, 1960
- Ballade van de gasfitter, Autodroom, spel van de wilde jacht, Gerrit Achterberg, 1961
- Warmte, een woonplaats, Ellen Warmond, 1961
- Cryptogamen 4, Gerrit Achterberg, 1961
- Verzamelde gedichten, Gerrit Achterberg, 1963
- De gehoorzame dode, Willem Brakman, 1964
- De knagende worm, Uit de papieren van Jacobus Nachtegaal. Isaac Faro, 1964
- De chauffeur verveelt zich, Gerrit Krol, 1973

#### México

##### Fondo de Cultura Económica
- La teoría sociológica, Nicholas S. Timasheff, 1961
- Campaña en el ejército grande, Domingo Sarmiento,1961
- Historia de la economía en su relación con el desarrollo social, Walter Stark, 1961
- Revolución Económica e industrialización en América Latina, Pedro Teichert, 1961
- Historia natural y moral de las Indias, editado por Edmundo O'Gorman, 1962
- Historia económica y social de la Edad media, Henri Pirenne, 1962

##### Universidad Nacional Autónoma de México
- El águila, el jaguar y la serpiente, Miguel Covarrubias, 1961
- Cuadernos del Viento 13, Revista de la Universidad de México, agosto de 1961
- Visión de los vencidos, Miguel León-Portilla, 1961

##### Editorial Joaquín Mortiz SA
- La compasión divina, Joan Cau, 1962
- El tambor, Günther Grass, 1962

#### Barcelona

##### Luis Miracle
- Tratado de análisis económico, Roger Dehem, 1965
- Introducción a la psicología social, Peter Hofstätter, 1966
- Caracterología étnica, Paul Grieger, 1966
- Psicología Práctica, Charlotte Bühler, 1969
- Inteligencia y carácter, Robert Maistriaux, 1970